# Fokker 70
Das Regionalverkehrsflugzeug Fokker 70 ist der Nachfolger der Fokker F28 für bis zu 80 Passagiere des ehemaligen niederländischen Flugzeugherstellers Fokker Flugzeugwerke. Es wurde nach der Fokker 100 als kleineres Schwestermodell produziert.

## Geschichte
Die offizielle Vorstellung des Regionalverkehrsflugzeugs Fokker 70 erfolgte im Juni 1993. Zu diesem Zeitpunkt lagen 15 Festbestellungen vor. Das Regionalverkehrsflugzeug ist das verkürzte Schwestermodell der Fokker 100, es ist für bis zu 79 Passagiere vorgesehen. Somit sollte es als Nachfolger der Fokker F-28 Fellowship dienen. Der Fokker-70-Prototyp war der zweite Fokker-100-Prototyp, er wurde um eine Rumpfsektion vor und eine hinter den Flügelkästen gekürzt. So wurde die Länge um 4,62 m reduziert. Die Turbofan-Triebwerke blieben mit Rolls-Royce Tay 620 identisch. Die Tragflächen und das Cockpit blieben ebenfalls unverändert, so dass beide Regionalverkehrsflugzeuge zugleich betrieben werden können, ohne dass Umschulungen beim fliegenden oder Bodenpersonal nötig sind. Die Fokker 70 hatte ihren Erstflug am 2. April 1993, die Serienproduktion begann im Februar 1994 und der Erstflug der Serienmaschine fand am 12. Juli 1994 statt. Da der niederländische Hersteller Fokker im Februar 1996 in Konkurs ging, wurden nur 48 Maschinen des Typs Fokker 70 gebaut. Ende Oktober 2017 wurde der Flugzeugtyp Fokker 70 bei der KLM Cityhopper ausgemustert.

## Betreiber

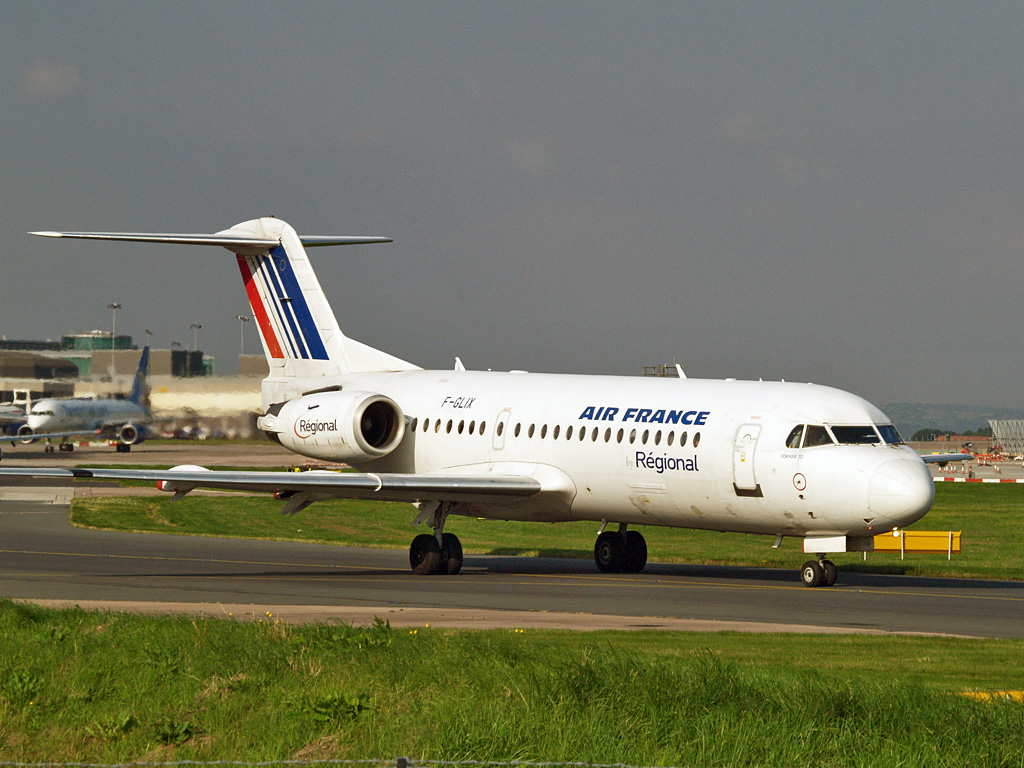
Eine Fokker 70 der Régional

Mit Stand Mai 2019 sind noch 28 von ursprünglich 48 produzierten Fokker 70 im aktiven Dienst:
| Betreiber                | aktiv | eingelagert | Anmerkungen                      |
| ------------------------ | ----- | ----------- | -------------------------------- |
| Air Niugini              | 06    | 02          |                                  |
| Alliance Airlines        | 10    | 04          |                                  |
| Austrian Airlines        |       | 02          |                                  |
| Fly All Ways             | 02    | 01          |                                  |
| Kenianische Streitkräfte | 01    |             | Militär- bzw. Regierungsmaschine |
| Streitkräfte Myanmars    | 02    |             | Militär- bzw. Regierungsmaschine |
| SKA SA Aircraft Leasing  | 01    |             |                                  |
| Tus Airways              | 0     | 05          |                                  |
| Wayraperú                | 01    | 01          |                                  |

## Zwischenfälle
- Am 5. Januar 2004 musste eine Fokker 70 wegen Schubverlusts durch Triebwerksvereisung im Landeanflug auf den Flughafen München auf einem Acker notlanden. Es gab keine Opfer; die schwer beschädigte Maschine konnte repariert werden (siehe auch Austrian-Airlines-Flug 111).
- Mit der Fokker 70 gab es keine Unfälle mit Todesfolge oder Flugzeugverluste.

## Technische Daten
- Abmessungen
  - Spannweite: 28,08 m
  - Gesamtlänge: 30,91 m
  - Gesamthöhe: 8,51 m
  - Flügelfläche: 93,50 m²
  - Flügelstreckung: 8,4
  - Flächenbelastung: 392,94 kg/m²

- Massen und Zuladung
  - Betriebsleermasse: 22.784 kg
  - Max. Startmasse: 41.730 kg
  - Max. Landemasse: 36.740 kg
  - Max. Nutzlast: 10.780 kg

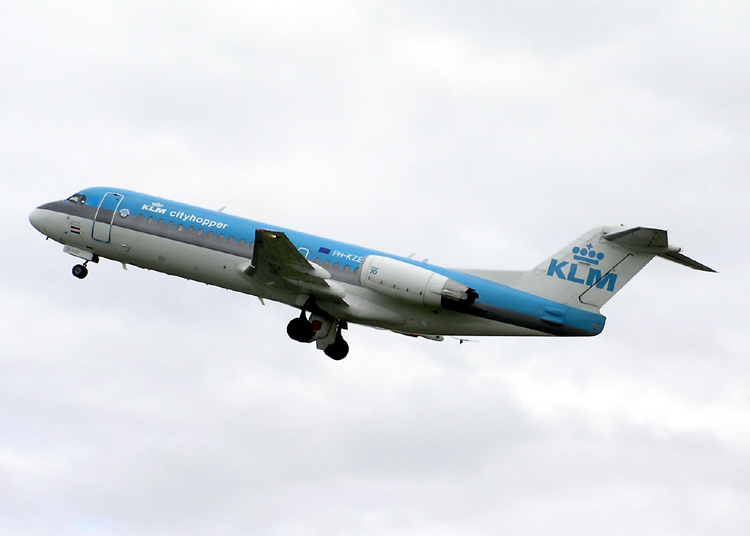
Eine Fokker 70 der KLM

  - Tankkapazität: 9.600 l (13.365 l mit optionalem Rumpftank)
  - Gesamtvolumen Gepäckabteile: 21,57 m³
  - Sitzplatzkapazität: 70–80 (Fünferreihe mit Mittelgang)
  - Cockpitbesatzung: 2

- Antrieb
  - Triebwerke: 2× Rolls-Royce Tay 620-15 Turbofan mit je 61,6 kN (13.700 lbs) Schub

- Flugleistungen
  - Max. Reisegeschwindigkeit: 856 km/h (320 KIAS / Mach 0,77)
  - Dienstgipfelhöhe: 10.670 m (35.000 ft)
  - Startstrecke: 1.665 m
  - Landestrecke: 1.274 m
  - Max. Reichweite: 2.010 km (1.085 nm) // 3.410 km (1.840 nm) als Fokker Executive Jet 70ER oder mit optionalem Rumpftank